# Dick Marty
Pour les articles homonymes, voir Marty.
Dick Marty est un juriste et un homme politique suisse, membre du Parti libéral-radical né le 7 janvier 1945 à Sorengo (originaire de Guttet et de Lugano) et mort le 28 décembre 2023.
Il est successivement procureur général du canton du Tessin, conseiller d'État pendant six ans, puis député dudit canton au Conseil des États pendant seize ans. En cette dernière qualité, il a mené plusieurs enquêtes pour l'Assemblée parlementaire du Conseil de l'Europe qui l'ont fait connaître sur la scène internationale.

## Biographie
Dick Marty naît le 7 janvier 1945 à Sorengo dans le district de Lugano. Il est originaire de Lugano et de Guttet dans le canton du Valais. Son père est d'origine valaisanne et sa mère neuchâteloise.
Son enfance est marquée par la cécité, mais il retrouve partiellement la vue à l'âge de 6 ans. Il est docteur en droit de l'Université de Neuchâtel, sa thèse portant sur « Le rôle et les pouvoirs du juge suisse dans l'application des sanctions pénales ». Consultant juridique et économique, il est d'abord chercheur en droit pénal comparé et criminologie à l'institut Max-Planck à Fribourg-en-Brisgau. Il est nommé substitut du procureur tessinois en 1975, puis procureur général de la partie nord du canton du Tessin en 1978. Il occupe ce poste jusqu'à son accession au gouvernement tessinois en avril 1989. Il reçoit en 1987 une récompense d'honneur du département américain de la justice en remerciement de sa contribution au domaine de la législation sur les stupéfiants[réf. à confirmer].
En décembre 2020, Dick Marty et son épouse sont placés sous très haute protection policière (degré 4 sur un maximum de 5) sur la base d’informations obtenues par les services de renseignement suisses selon lesquelles « Dick Marty doit être assassiné sur ordre des services secrets serbes ». Il déclare que certains milieux des services de renseignement serbes ont demandé à des tueurs professionnels de le liquider pour faire retomber la faute sur les Kosovars.
Il est marié et père de trois enfants.
Après avoir subi une maladie pendant quelques mois, il meurt le 28 décembre 2023, à 78 ans.

### Parcours politique
Dick Marty se lance en politique en 1989[réf. à confirmer].
Membre du Parti radical-démocratique, il siège au Conseil d'État (gouvernement) du canton du Tessin de 1989 à 1995, chargé des finances et de l'économie. Il préside le gouvernement en 1992.
Il est élu au Conseil des États en 1995. De 1998 à 2011, il est membre de l'Assemblée parlementaire du Conseil de l'Europe.

## Enquêtes

### Prisons secrètes de la CIA en Europe
Le 7 novembre 2005, l’Assemblée parlementaire du Conseil de l'Europe charge Dick Marty de conduire une enquête parlementaire sur les « allégations de détentions secrètes et de transferts interétatiques illégaux de détenus concernant des États membres du Conseil de l'Europe ».
Le 22 janvier 2006, Dick Marty présente une note d'information (pré-rapport) à l'attention de l'assemblée parlementaire du Conseil de l'Europe intitulée "Allégations de détentions secrètes dans des États membres du Conseil de l’Europe". Il indique à la presse, le 24 janvier 2006, que « de nombreux indices convergents permettent de conclure à l'existence d'un système de 'délocalisation' ou de 'sous-traitance' de la torture »,,.
Le 7 juin 2006, il publie le rapport final, qui s'avère accablant pour 14 pays européens. Cependant, les pays incriminés nient toutes ces allégations[réf. nécessaire]. Il affirme que « Nous avons aussi un apartheid de type juridique et judiciaire : des personnes non américaines sont exclues de tout système judiciaire du simple fait d'être suspectées de terrorisme ». Selon lui, ces agissements ne peuvent qu'alimenter le terrorisme.
Le 27 juin 2007, Marty publie un deuxième rapport qui approuve les conclusions contenues dans le premier rapport (2006).
Il parcourt les étapes de cette enquête et son implication dans un documentaire de la Radio télévision suisse sorti en septembre 2019 et intitulé Dick Marty, un cri pour la justice.

### Rapport sur le trafic d'organes au Kosovo
En décembre 2010, Dick Marty dénonce dans un rapport le trafic d'organes conduit dès 1999 par l'Armée de libération du Kosovo.
En mars 2021, une plainte est déposée contre Dick Marty par un avocat kosovar qui prétend que le trafic d'organes a été « inventé ».
Le 21 juillet 2022, le parlement de la république d'Albanie approuve une résolution pour contrer ce même rapport qui, pour le gouvernement du premier ministre Edi Rama est un rapport « honteux » et « diffamant ».

### Autres enquêtes
En septembre 2009, Dick Marty est le rapporteur d'une mission d'information de l'Assemblée parlementaire du Conseil de l'Europe sur la situation dans le Caucase du Nord (Tchétchénie, Ingouchie et Daghestan), à l'issue de laquelle il révèle qu'après une accalmie en 2007, les violences ont repris en 2008 et que les « enlèvements de personnes, actes de torture, traitements dégradants, exécutions extrajudiciaires, « fabrication » de procès, continuent dans la région. En outre, la situation d'impunité quasiment totale pour les crimes commis par les représentants des forces de l'ordre dans le cadre des opérations contre-terroristes semble perdurer ».
En janvier 2014, il est choisi pour être nommé à la tête d'une commission indépendante chargée d'enquêter sur le passé de l'Union cycliste internationale, soupçonnée d'avoir été impliquée dans des affaires de dopage. À la fin de la même année, il est nommé procureur extraordinaire dans l'affaire Giroud et classe à ce titre un an plus tard la procédure lancée contre le conseiller d'État valaisan Maurice Tornay pour abus d’autorité et gestion déloyale des intérêts publics.

## Autres mandats
Dick Marty est président de Suisse Tourisme de 1996 à 2007.
Le 1er juillet 2010, il devient président du Conseil de l'Université de Neuchâtel. Il renonce trois ans plus tard à ce mandat, officiellement par manque de disponibilité. Se déclarant « écœuré » par l'acharnement médiatique autour d'affaires internes à l'institution, il n'est « plus disposé à parcourir 710 kilomètres pour m’occuper d’affaires qui ne m’intéressent pas ».
Le 17 décembre 2010, il est nommé à la tête de l'Assemblée interjurassienne pour succéder à Serge Sierro au 1er janvier 2011. Il est également nommé en août 2011 vice-président de l'Organisation mondiale contre la torture.
En 2015, il devient co-président de l'initiative sur les multinationales responsables, qui vise à ce que les multinationales ayant leur siège en Suisse respectent les droits humains et les normes environnementales. L’initiative est soumise au vote le 29 novembre 2020 ; 50,7 % des votants l'acceptent, mais la majorité des cantons la refusent.

## Récompenses
- Prix des droits de l'homme (2007) de la Société internationale pour les droits de l'homme[34]
- En 2007, il reçoit le Prix Europe 2007 du Nouveau mouvement européen suisse pour son rôle dans la dénonciation des prisons secrètes de la CIA et la « défense des valeurs européennes[35] »
- Doctorat honoris causa de l'Université de Genève (2011)[36]
- Co-lauréat du Prix Fischhof (2011)[37]
- En 2023 il reçoit le Prix Pro Merito du Conseil de l’Europe, remise par la secrétaire général du Conseil de l'Europe Marija Pejčinović Burić, qui déclare lors de la remise du prix : « Cela fait maintenant plus de dix ans que vous avez quitté l'Assemblée parlementaire, mais votre nom est encore souvent entendu et prononcé avec admiration dans les couloirs du Conseil de l'Europe. Je sais qu'il continuera à être entendu dans les années à venir »[38].

## Hommages
Le président de l'Assemblée parlementaire du Conseil de l'Europe Tiny Kox déclare le 29 décembre 2023 : « Peu de membres de l'Assemblée parlementaire ont laissé une telle marque sur l'action politique européenne que Dick Marty. Ses travaux, en plus de rester dans nos mémoires, ont changé la manière dont les enquêtes parlementaires sont menées et mises en œuvre. Avec le décès de Dick Marty, l'Europe a perdu un grand homme politique et un allié déterminé ».

## Publications
- Une certaine idée de la justice : Tchétchénie - CIA - Kosovo - drogue, Lausanne, Éditions Favre, 2018  (ISBN 9782828917364).
- Sous haute protection, Lausanne, Éditions Favre, 2023  (ISBN 978-2-8289-2077-7)
- Verità irrivernti. Riflessioni di un magistrato sotto scorta (Vérités irrévérencieuses. Réflexions d’un magistrat sous escorte) Edizioni Casagrande, 2023  (ISBN 9791255590224)[40]

### Documentaires
- Fulvio Bernasconi, Dick Marty, un cri pour la justice, RTS, 25 septembre 2019. https://www.rts.ch/play/tv/doc-a-la-une/video/dick-marty-un-cri-pour-la-justice?urn=urn:rts:video:10725798&id=10725798
- Anne-Frédérique Widmann (interview de), Dick Marty. En quête de justice, 2020, https://www.plansfixes.ch/films/dick-marty/
- Anne-Frédérique Widman, Dick Marty, un juste au péril de sa vie, RTS, 9 février 2023